# James Robert Baker
James Robert Baker Jr. (Long Beach, 18 de outubro de 1946 – Pacific Palisades, 5 de novembro de 1997) foi um escritor norte-americano de ficção transgressiva, fortemente satírica e predominantemente gay. Natural da Califórnia, a maior parte das suas obras usa-a como pano de fundo. Depois de se licenciar na UCLA, iniciou a sua carreira como guionista para televisão, mas rapidamente ficou desiludido e passou a escrever romances. Embora tenha ficado famoso com os seus livros Fuel-Injected Dreams and Boy Wonder, depois da controvérsia gerada com a publicação de Tim and Pete, enfrentou dificuldades crescentes para publicar o seu trabalho. Segundo o seu companheiro, este foi um dos factores que contribuiu para o seu suicídio.
Após a sua morte, a obra de Baker atingiu o estatuto de "obra de culto", e dois outros romances seus foram publicados a título póstumo. Os exemplares das suas primeiras edições passaram a ser alvo de colecionadores. O seu romance, Testosterone, foi adaptado ao cinema, embora não tenha tido sucesso no circuito comercial. Foram vendidos os direitos de passagem a cinema de dois outros livros seus, embora ainda não tenham sido produzidos.